# Alvaro Henry
Alvaro Valentino Djevano Henry (* 14. Februar 2005 in Amsterdam) ist ein niederländischer Fußballspieler.

## Karriere

### Verein
Henry begann seine Karriere beim FC Utrecht. Zur Saison 2019/20 wechselte er in die Jugend von Ajax Amsterdam. Im Januar 2023 gab er sein Debüt für die Reserve von Ajax in der Eerste Divisie. Bis zum Ende der Saison 2022/23 kam er zu zwei Zweitligaeinsätzen für Jong Ajax. In der Saison 2023/24 kam er zu zehn Einsätzen in der zweithöchsten Spielklasse.
Zur Saison 2024/25 wechselte Henry zum österreichischen Zweitligisten SV Lafnitz, bei dem er einen bis 2026 laufenden Vertrag erhielt. Für Lafnitz lief er 14 Mal in der 2. Liga auf, aus der das Team zu Saisonende aber abstieg. Daraufhin kehrte er zur Saison 2025/26 wieder in die Niederlande zurück und wechselte zu den Amateuren von Sparta Rotterdam.

### Nationalmannschaft
Henry spielte 2020 erstmals für eine niederländische Jugendnationalauswahl. Mit der U-17-Auswahl nahm er 2022 an der EM teil. Beim Turnier scheiterte er mit den Niederlanden erst im Finale, er selbst kam in fünf der sechs Spiele der Oranje zum Einsatz.